# Топчій Ганна Анатоліївна
Топчій Ганна Анатоліївна (нар. 14 серпня 1989, Апостолове, Дніпропетровська область) —українська акторка театру та кіно.

## Життєпис
Ганна Топчій народилася 14 серпня 1989 року у місті Апостолове, Дніпропетровська область.
Навчалася у Дніпропетровському театрально-художньому коледжі, який закінчила в 2009 році. Серед студентських робіт є ролі у виставах «Тріумфальна арка», «Ромео і Джульєта», «Дон Жуан повертається із війни», «Три сестри», «Барська губа» тощо. Керівник — Григорій Богомаз-Бабій.
У квітні 2009 року почала грати в Одеському академічному українському музично-драматичному театрі імені В. Василька. 2011 року дебютувала в кіно.
Ганна Топчій вчилася у Київському національному університеті театру, кіно і телебачення імені Івана Карпенка-Карого на відділенні театральної режисури, який закінчила 2013 року. Була акторкою Київського академічного Молодого театру.
З 2014 року стала акторкою Київського академічного театру драми і комедії на лівому березі Дніпра.
31 січня 2017 року вийшла заміж.

## Нагороди
Ганна Топчій є лауреатом Всеукраїнського конкурсу професійних читців імені Івана Франка.

## Театр
Одеський академічний український театр ім. В. Василька
- Жінка в чорному — «Гамлет» Вільяма Шекспіра;
- Мелашка — «Кайдашева сім'я»;
- Галя — «Пригоди барона Мюнхаузена в Україні».

Київський академічний Молодий театр
- Сьюзен — «EMPTY TRASH», режисер Юрій Одинокий
- Беллі — «Звір і доброчесність», Луїджі Піранделло

Київський академічний театр драми і комедії на лівому березі Дніпра
- Роксана — «Сірано де Бержерак. Я серце віддав вам ...», Едмон Ростан, режисер Андрій Білоус
- Даринка — «Даринка, Гриць і нечиста сила», Вадим Бойко
- Яна — «Кома», Ф. Шмідт та Ґеорґ Штаудахер

## Фільмографія
| Рік  |   | Українська назва                  | Оригінальна назва                  | Роль                                      |
| ---- | - | --------------------------------- | ---------------------------------- | ----------------------------------------- |
| 2018 | ф | «Тарас. Повернення»               | название                           | / Агата Ускова                            |
| 2017 | с | «Невиправні»                      |                                    | Віра                                      |
| 2016 | ф | «Я з тобою»                       | название                           | Таня Марченко                             |
| 2016 | с | «Століття Якова»                  | Століття Якова                     | Уляна, кохана Якова, дружина Тимка        |
| 2016 | с | «Провідниця»                      |                                    | Марина, сестра Лізи                       |
| 2015 | с | «Гвардія»                         | Гвардія                            | снайпер Ната Зайко, чемпіонка зі стрільби |
| 2015 | ф | «Три дороги»                      | название                           | Наталка                                   |
| 2015 | с | «Вирок ідеальної пари»            |                                    | Аліна, подруга Жанни                      |
| 2014 | с | «Пляж»                            | Пляж                               | Марина Колоскова, головна роль            |
| 2014 | с | «Швидка допомога»                 | Скорая помощь                      | Люба Васильєва, практикантка              |
| 2013 | ф | «Чарівні історії: Еліксир добра»  | Волшебные Истории: Эликсир Доброты |                                           |
| 2012 | с | «Одеса-мама»                      | Одесса-мама                        | епізод                                    |
| 2011 | с | «Заєць, засмажений по-берлінськи» | Заяц, жаренный по-берлински        | Варя Синдяшкіна, дочка Павла та Клавдії   |